# Nördliches Gouvernement
Das Nördliche Gouvernement (arabisch المحافظة الشمالية, DMG al-Muḥāfaẓa aš-Šamālīya) ist eines der vier Gouvernements von Bahrain. Laut der Volkszählung von 2020 lebten 379.637 Einwohner im Nördlichen Gouvernement. Das Gouvernement erstreckt sich über den Nordwesten von Bahrain und schließt mehrere Inseln, darunter Umm Nasan, ein. Im Osten verschmilzt es mit der Metropolregion von Manama.

## Geschichte
Das Nördliche Gouvernement wurde am 3. Juli 2002 per königlichem Erlass gebildet.